# 나카오 쓰요시
나카오 쓰요시(일본어: 中尾 剛, 1983년 5월 29일 ~ )는 일본의 전 축구 선수이다.

## 구단 경력
과거 방포레 고후에서 활동하였다.